# 社会保険診療報酬支払基金
社会保険診療報酬支払基金（しゃかいほけんしんりょうほうしゅうしはらいききん）は、社会保険診療報酬支払基金法に基づき、医療機関から提出された診療報酬請求書の審査および保険者（全国健康保険協会、健康保険組合等）から医療機関への診療報酬の支払仲介を目的として設立された特別民間法人である。
なお、国民健康保険においては国民健康保険団体連合会が同等の役割を果たしている。
- 社会保険診療報酬支払基金法について、以下では条数のみ記す。

## 設立経緯
ユニバーサルヘルスケア制度の下、生活保護の受給者など一部を除く国民は被用者保険（社保）または国保いずれかの公的医療保険に加入していて、保険医療機関での診察等に係る費用は、患者が保険医療機関の窓口で一部負担金を支払い、残りの額は保険者から各保険医療機関へ支払いがなされる。
このとき、支払基金の創設以前は、審査は保険医指導委員会が、診療報酬の支払事務は社会保険協会・健康保険組合連合会支部が受け持っていた。しかし、関係する複数の団体間の法的責任が必ずしも明確ではなく、一部で深刻な支払遅延も生じたことから、診療報酬の審査・支払を一元的に請け負う機関の創設が必要となった。こうして昭和23年の第2回国会で社会保険診療報酬支払基金法が成立し、支払基金の業務が開始された。設立当初は特殊法人であった。

## 管掌業務
基金は、保険者（全国健康保険協会、健康保険組合、都道府県、市町村、国民健康保険組合、後期高齢者医療広域連合、共済組合、日本私立学校振興・共済事業団）が医療保険各法に基づいて行う療養の給付及びこれに相当する給付の費用について、診療担当者に対して支払う診療報酬の迅速適正な支払をなし、あわせて診療担当者より提出された診療報酬請求書の審査を行うほか、保険者の委託を受けて、保険者が医療保険各法等の規定により行う事務を行うことを目的とする（第1条）。

### 審査業務
各保険医療機関から提出された診療報酬請求書（レセプト）の適否を審査する。保険医療機関等において行われた診療行為が、保険診療ルールに適合しているかどうかを確認する行為である。
- 各支部ごとに審査委員会を設け、審査委員会の委員は、診療担当者を代表する者、保険者を代表する者及び学識経験者のうちから、定款の定めるところにより、それぞれ同数を幹事長が委嘱する。この委嘱は、診療担当者を代表する者及び保険者を代表する者については、それぞれ所属団体の推薦により行わなければならない（三者構成、第16条）。各支部の幹事は、審査委員会に出席して、審査に関して意見を述べ、必要ある場合には、審査の内容につき説明を求めることができる（第17条）。審査委員会は、診療報酬請求書の審査のため必要があると認めるときは、厚生労働大臣の承認を得て、当該診療担当者に対して出頭及び説明を求め、報告をさせ、又は診療録その他の帳簿書類の提出を求めることができる（第18条）。

審査で確定した診療報酬額を、医療機関に代わって保険者へ支払請求する。

### 支払業務
保険者→医療機関の支払の媒介
- 保険者から診療報酬の払込みを受ける。
なお、支払業務を迅速に行うため、実際には前もって先に保険者から一定の概算金額の委託を受けておく。
- 保険者から受け取った診療報酬を、各医療機関へ支払う。

介護保険関連事務
- 保険者より、介護保険料の払い込みを受け、各市町村に分配する。

後期高齢者関連事務
- 保険者より、後期高齢者支援金・後期高齢者関係事務費拠出金の払い込みを受け、各後期高齢者医療広域連合に分配する。

出産育児一時金関連事務
- 直接支払制度に基づき、医療機関等は出産育児一時金等に係る請求書を用いて、支払機関を通じ保険者へ請求することとなり、保険者は支払機関を通じ医療機関等へ支払うこととなる。

## 組織
東京都に本部があり、各都道府県に支部がある（第3条、定款別表）。 
基金に役員として、理事長、理事及び監事を置く（第8条）。
- 理事長は、理事の互選によって選出する。理事・監事は、保険者を代表する者、被保険者を代表する者、診療担当者を代表する者及び公益を代表する者から選任するものとし、その数は、保険者を代表する者、被保険者を代表する者及び診療担当者を代表する者については、各々同数とする。この選任は、保険者を代表する者、被保険者を代表する者及び診療担当者を代表する者については、それぞれの所属団体の推薦によるものとし、理事・監事を選任しようとするときは、一月を下らない期間を定め、その期間内に、保険者を代表する者、被保険者を代表する者及び診療担当者を代表する者につき、候補者を推薦することを、それぞれの所属団体に求めるものとする（第10条）。役員の選任及び解任は、厚生労働大臣の認可を受けなければ、その効力を生じず、厚生労働大臣は、基金の理事長、理事及び監事が、法令・定款・命令に違反したときは、基金に対し、その役員を解任すべきことを命ずることができ、厚生労働大臣は、基金がこの命令に従わなかったときは、その役員を解任することができる（第11条）。

基金の各支部に幹事長及び幹事を置く（第12~13条）。
- 幹事は、保険者を代表する者、被保険者を代表する者、診療担当者を代表する者及び公益を代表する者につき、理事長が各々同数を選任する。選任方法は理事・監事と同様である。幹事のうち、理事長が選任する一人を幹事長とし、幹事長は、定款の定めるところにより、各支部の業務に関し、一切の裁判上及び裁判外の行為をする権限を有する。

## 歴代理事長
歴代理事長は、次のとおり。
- 神田裕二：理事長（2018年 - 現職）、元県立広島大学大学院特任教授、元厚生労働省医政局長
- 伊藤文郎：理事長（2016年 - 2018年）、元愛知県津島市長
- 河内山哲朗：理事長（2010年 - 2016年）、元山口県柳井市長
- 中村秀一：理事長（2008年 - 2010年）、元厚生労働省社会・援護局長、一般社団法人医療介護福祉政策研究フォーラム理事長
- 中西明典：理事長（2002年 - 2008年）、元社会保険庁長官
- 末次彬 ：理事長（1996年 - 2002年）、元社会保険庁長官
- 北郷勲夫：理事長（1992年 - 1996年）、元社会保険庁長官
- 正木馨：理事長（1987年 - 1992年）、元社会保険庁長官
- 河野義男：理事長（1985年 - 1987年）、元厚生省援護局長
- 柳瀬孝吉：理事長（1978年 - 1985年）、元環境庁企画調整局長
- 穴山徳夫：理事長（1977年 - 1978年）、元厚生省児童家庭局長
- 大山正：理事長（1965年 - ）
- 久下勝次：理事長（ - 1965年）
- 川上和吉:第3代理事長、元和歌山県知事
- 宮崎太一:第2代理事長（1954年）、元厚生事務次官
- 清水玄：初代理事長（1948年 - 1954年）、元厚生省保険院社会保険局長